# Crookes Valley Park

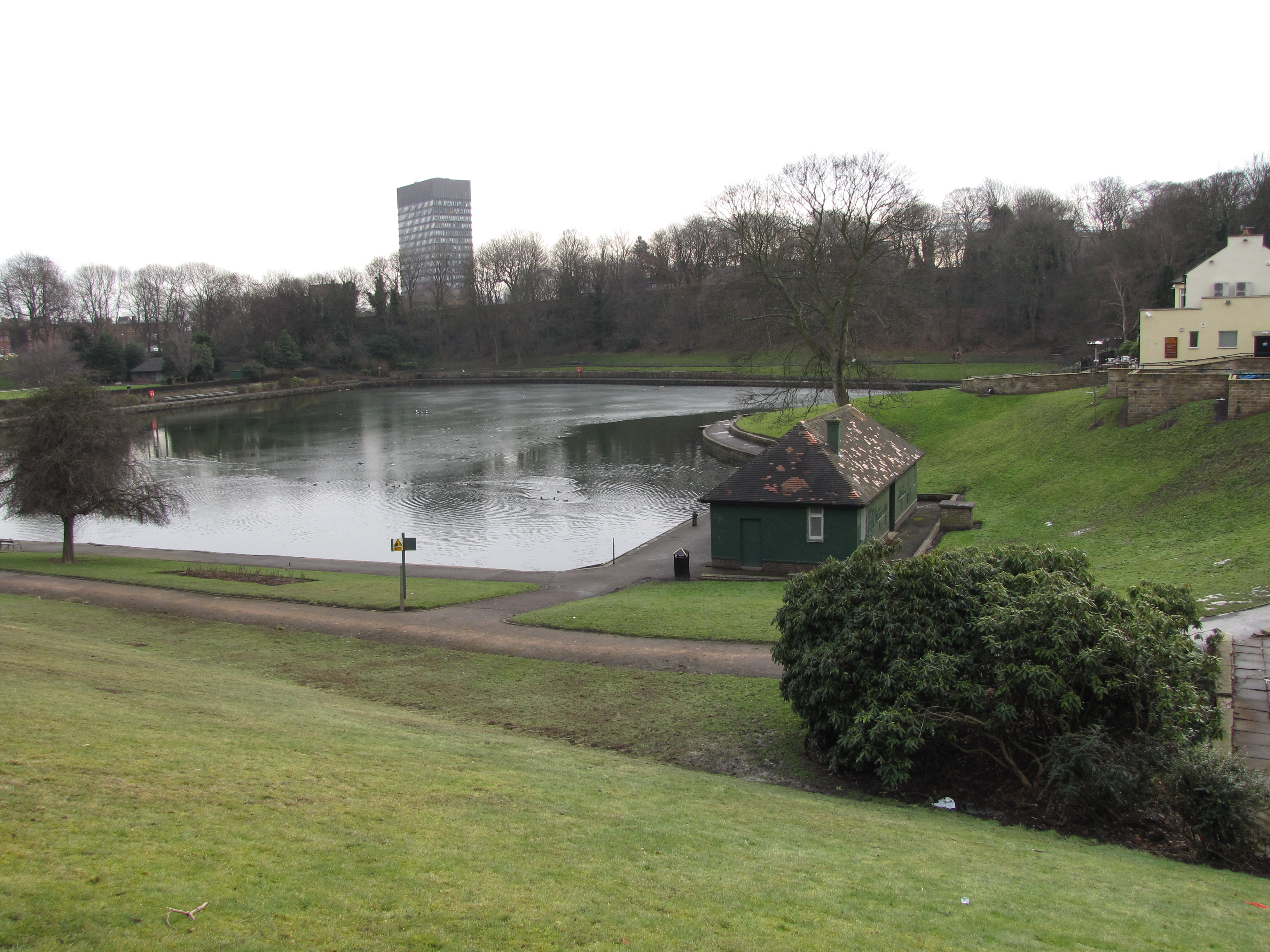
Crookes Valley Park in 2009

Crookes Valley Park is een park in het westen van de stad Sheffield. Het bevindt zich op twee kilometer van het stadscentrum, werd aangelegd in de 18de eeuw en bestrijkt een oppervlakte van 4,8 hectare. Tezamen met Weston Park en de Ponderosa vormt het een van de Crookesmoor Parks.
In het centrum van Crookes Valley Park ligt een meer dat in 1795 ontstond toen de dam Old Great Dam werd gebouwd die Sheffield langdurig met water moest bevoorraden. Aanvankelijk waren er tien stuwmeren met een totale capaciteit van 95.000 kubieke meter water aangelegd teneinde in deze taak te voorzien; tegen de 20ste eeuw was evenwel duidelijk dat deze niet volstonden om de gestadig groeiende stad van water te voorzien. De Old Great Dam was het enige reservoir van de tien dat bewaard bleef. Het meer zou naar verluidt 18 meter diep zijn en vis bevatten. Het park omheen het meer wordt door de straat Mushroom Lane gescheiden van Weston Park. Aan de zuidwestelijke rand bevindt zich het restaurant Dam House, in een gebouw dat in de jaren 1780 gebouwd werd. In de jaren 70 werd een steil hellend speelterrein voor kinderen op het domein aangelegd.
Vroeger werd in Crookes Valley Park gezeild; thans wordt er enkel nog gehengeld.